# Tatiana Levha
Tatiana Levha, née en 1984 à Manille aux Philippines, est une cheffe cuisinière.

## Biographie
Tatiana Levha est la fille d’un père français et d’une mère Philippine. Elle voyage dans différents pays tels que Hong Kong ou la Thaïlande. Adolescente, elle se tourne vers des études littéraires à la Sorbonne à Paris ainsi qu’une licence d’anglais. 
En 2005, elle se dirige vers l’École Ferrandi à Paris pour acquérir un bagage technique typiquement français. Tatiana a choisi la cuisine, pendant ses années de formation, elle y rencontre son futur mari Bertrand Grébaut, actuellement chef étoilé au Septime à Paris.

## Parcours professionnel
Tatiana Levha se forme dans les maisons d’Alain Passard (L’Arpège, Paris) ainsi que celle de Pascal Barbot (L’Astrance, Paris XVIe) toutes deux ayant 3 macarons au Guide Michelin.
Après ces expériences, Tatiana part en voyage à travers l'Asie pendant 8 mois. Après ce voyage, elle retourne à Paris et travaille au Baratin (Paris XXe) un bistrot tenu par Raquel Carena et Philippe Pinoteau. Au printemps 2014, elle ouvre avec sa sœur Katia, qui s'occupe de la salle, un nouveau restaurant, Le Servan situé 32, rue Saint-Maur, dans le 11e arrondissement de Paris. Celui-ci est le résultat de la rénovation d’un ancien bar de quartier des années 1980. Le restaurant compte actuellement 38 places assises et une cuisine ouverte sur la salle.
En plus de ses voyages, elle fut chef invitée d’honneur au restaurant Babette à Stockholm où elle a recréé la carte du Servan le temps d’un repas.
En 2018, Tatiana Levha et sa sœur ouvrent leur deuxième restaurant Double Dragon situé 52, rue Saint-Maur (Paris XIe). Le piment y est omniprésent. Tatiana livre, dans ce restaurant ayant toujours une cuisine ouverte sur la salle, une cuisine philippine. Plus tard en 2018, Adrien Gloaguen, propriétaire de l’hôtel Le Panache a choisi Tatiana Levha et sa sœur pour prendre les commandes du Café Panache. Celui-ci propose une carte typiquement bistrot. Ce dernier établissement est dans la lignée de ceux ouverts par les deux sœurs.

## Sa cuisine
La cuisine de Levha est influencée par ses voyages en Asie mais aussi par son expérience de bistrot. Elle définit même sa cuisine de “française, de bistrot, avec des influences asiatiques”, le Servan a été élu “Fooding du meilleur bistrot 2015”. Elle propose dans sa carte des vins naturels et organise des rencontres vigneronnes avec les producteurs. Tatiana Levha est aujourd’hui définie comme l’une des représentantes des nouvelles tendances de la gastronomie française (notamment grâce à son plats signature, le wonton de boudin noir et coque au basilic thaï) mais également une représentante des femmes cheffes qui sont  peu nombreuses dans ce domaine.